# Hennebont
Hennebont är en kommun i departementet Morbihan i regionen Bretagne i nordvästra Frankrike. Kommunen ligger i kantonen Hennebont som tillhör arrondissementet Lorient. År 2022 hade Hennebont 15 831 invånare.

## Befolkningsutveckling
Antalet invånare i kommunen Hennebont
| Referens: INSEE |